# Печено пиле у кеси за печење
Печено пиле у кеси за печење је посебан начин припреме меса које се уместо у неком суду или на ражњу спрама у специјално за ту намену произведеној провидној кеси отпорној на високу температуру. Овим постуком скраћује се време печења и храна добија сочност и специфичан укус и мирис.

## Поступак
Када се месо стави у кесу, додају се сви зачини, тако да се месо пече у његовом сосу, што одмах побољшава укус саме хране, а зачини се најбоље комбинују са осталим састојцима. Такође, користи се мање зачина него обично, због мањег растура, а добија се и богат укус.
- Печење меса у кеси за печење
- Припрема пилета за печење у кеси
- Пиле након печења у кеси

## Предности и примедбе
Последњих деценија домаћице широм света користе кесе за печење јер су заиста практичне, мада оне и имају следеће предности, али и одређене примедбе домаћица:
Предности
- Штеди време, јер се месо брже пече. Оне задржавају пару и сокове, а понекад смањују време припреме хране за скоро половину.
- Лакше је преместити оно што је испечено из кесе на тањир за сервирање - само треба исећи кесу ножем или маказама и из ње извадити јело.
- Ове кесе нису скупе, поготово ако се зна да ће се уштедети на чишћењу рерне и електричне енергије, јер скраћуј  време кувања. На овај начин чува се и рерну, јер ће се мање трљати, гребати и стругати од накуплјене масноће након печенја.
- Једноставна су за употребу. Једино на шта требате обратити пажњу је  да вас приликом отварања кесе не опече пара.

Примедбе
- Многе домаћице су одбациле идеју паковања и печења  у овим  кесама јер сматрају да су здравствено небезбедне. Иако је потврђено да током печења да ове кексе у храну не испуштају штетне материје, многи домаћице  у то не верују и извбагавају да их користе.
- Друге верују да су ове вреће у истом рангу као и алуминијумска или пластична фолија - нису савршене, али нису опасне по здравље.